# أورجون للغاز الطبيعي المسال
أوريجون للغاز الطبيعي المسال هي شركة أمريكية للطاقة كان مشروعها الوحيد اقتراحًا لبناء إنتاج للغاز الطبيعي المسال ثنائي الاتجاه (أي التسييل) ، مركز الشحن والاستلام وخط أنابيب الغاز الطبيعي في شمال غرب ولاية أوريغون . يتم التحكم في أورجون للغاز الطبيعي المسال من قبل مجموعة ليوكاديا الوطنية الأمريكية المدرجة في بورصة نيويورك. أعلن مشروع أوريغون للغاز الطبيعي المسال أنه توقف عن العمل في 15 أبريل 2016.
كان موقع منشأة أوريغون للغاز الطبيعي المسال ثنائي الاتجاه المقترحة في وارنتون ، أوريغون ، في مصب نهر كولومبيا . وارنتون هو ثمانية أميال (13   كم) غرب أستوريا ، ولاية أوريغون ، وأقل من 10 أميال (16   كم) من النقطة التي تفرغ فيها كولومبيا في المحيط الهادئ . الموقع حاليًا يجري تأجيرها من قبل ولاية أوريغون للغاز الطبيعي المسال ويتكون من 96 فدانا (39 هكتار) في شبه جزيرة سكيبانون، شبه جزيرة من صنع الإنسان التي تم إنشاؤها في 1920s من غنائم الجرافات. [بحاجة لمصدر] سيكون للمحطة المقترحة القدرة على تسييل وشحن ما يصل إلى 9.6 مليون طن من الغاز الطبيعي المسال سنويًا، كما سيكون لديها القدرة على استيراد وإعادة تبخير ما يصل إلى 500 مليون قدم مكعب من الغاز الطبيعي يوميًا خلال الإمداد الإقليمي حالات الطوارئ. [بحاجة لمصدر]
للنقل، يتم تبريد الغاز إلى حوالي 260 سالب  فهرنهايت (- 163 °C). هذا يكثف الغاز في سائل، مما يجعله أكثر إحكاما واقتصادية للشحن. في وجهتها، يتم نقل الغاز الطبيعي المسال من سفن الشحن إلى محطة استقبال، مما يؤدي إلى ارتفاع درجة حرارة الغاز الطبيعي المسال إلى حالة غازية ليتم توصيله بالأنابيب إلى العملاء. إذا تم بناء مشروع أوريجون للغاز الطبيعي المسال، فسوف يشتمل على محطة شحن واستقبال بحرية، واثنين من صهاريج تخزين الغاز الطبيعي المسال بكامل طاقتها 160,000 متر مكعب، ومنشآت لرصيف السفن وتفريغها. [1] يصل طول الخزانات إلى 190 قدمًا ويمكن رؤيتها من أستوريا. سوف يتدفق رصيف يبلغ طوله 2100 قدم (640 م) إلى النهر، حيث سيتم تجريف حوض لتنزيل ناقلات الغاز الطبيعي المسال.

## روابط خارجية
- أوريجون للغاز الطبيعي المسال
- أوريغون لخطوط الأنابيب